# سنگسر معمولی
نام علمی گونه : 
(Pomadasys kaakan (Cuvier,۱۸۳۰
نامهای علمی مترادف: 
(Pristipoma hasta (non-Bloch,۱۷۹۷
(Pamadasys argenteus(Forsskal,۱۷۷۵
(Pomadasys nageb(Ruppell,۱۸۳۵
نام انگلیسی: 
Javelingrunter 
نام فارسی : سنگسر معمولی 
اندازه : حداکثر اندازه بدن ۸۰ سانتیمتر و به‌طور متوسط تا ۵۰ سانتیمتر می‌رسد. 
مشخصات: بدن مستطیلی و فشرده، زیر چانه دارای دو عدد سوراخ ریز با حفره میانی، دندانهای فکی کوچک و نوک دار بوده، دندانهای ردیف بیرونی داراز شده‌است، باله پشتی دارای ۱۲ شعاع سخت و ۱۳ تا ۱۵ شعاع نرم، باله مخرجی دارای ۳ شعاع سخت و ۷ تا ۸ شعاع نرم، بدن پوشیده از فلسهای شانه‌ای متوسط بر روی خط جانبی دارای ۴۳ تا ۴۷ عدد فلس، رنگ بدن خاکستری - نقره‌ای و در سطح پشتی بدن دارای ۱۲ نوار عوضی است که در انواع بالغ به لکه‌های زوج تیره از هم گسیخته تبدیل شده‌است. 
زیست شناسی : گونه‌ای ساحلی بوده ماهیان جوان در مناطق صخره‌ای مرجانی و مصبها، از آبهای خیلی کم عمق ساحل تا عمق زیر ۷۵ متری دیده می‌شوند. تغذیه ماهیان بالغ از سخت پوستان بزرگ، ماهی‌ها و کرمهای پرتار دریایی و ماهیان جوان نیز آلود، کد با شوری‌های مختلف زیست می‌نماید. 
نامهای مورد استفاده در جنوب ایران : 
وسایل صید: ترال کف، رشته قلاب کف، تورگوشگیر، گرگور.